# 干洛·皮恩
干洛·湯馬士·皮恩（英語：Connor Thomas Pain，1993年11月11日—），生於香港，澳洲足球運動員，司職前鋒，現時效力澳洲職業足球聯賽球會西部聯。

## 早年生活
皮恩生於英屬香港，其祖父湯米·加西是前紐卡素球員，並在1955年足總盃協助紐卡素奪得冠軍，和代表北愛爾蘭代表隊參與1958年世界盃，可惜結果北愛爾蘭在半準決賽中不敵法國出局，其祖父是一名香港欖球運動員，於1987年至1993年期間在香港國際七人欖球賽代表香港上陣，並在2002年的錦標賽中首度執教香港隊，而皮恩於1993年11月11日在香港出生，直到在香港居住8年後選擇移居澳洲墨爾本，並在聖奇雲學院繼續其中學教育。

## 球會生涯

### 墨爾本勝利
在2013年2月2日，皮恩於對墨爾本城的墨爾本打吡中首度在澳職登場，在2月17日，他在對西悉尼流浪者的聯賽時，錄得首個澳職進球，在一星期後，他在對中岸水手的聯賽時，首度為墨爾本勝利正選登場，在7月24日，他代表墨爾本勝利在墨爾本板球場與英超球會利物浦進行友賽後，獲當時的利物浦領隊羅渣士點名注意。

### 中岸水手
在2016年6月，皮恩轉會至澳職球會中岸水手，並達成雙方球會交換米治柯士甸的協議，於是，他在2016年10月8日對珀斯光輝的賽事中首度為中岸水手登場，並協助球會以3–3賽和對手，在一個月後，他在擊敗阿德萊德聯的賽事中，憑在禁區外的遠射錄得加盟後的首個入球。

## 國際賽生涯

### 青年
2013年5月，皮恩獲澳洲U20國家隊徵召隨隊到歐洲參與巡迴賽，期間，他在埃門作客不敵荷蘭國家隊時，首度代表澳洲梯隊上陣，隨後他獲徵召出戰2013年世青盃的名單，結果澳洲在分組賽中3戰全敗出局。其後，皮恩被挑選進出戰U23亞洲盃的澳洲U23名單，並在擊敗伊朗國家隊時，首度為澳洲U23亮相，在2016年3月，他在對出生地香港代表隊的資格賽時梅開二度。

### 成年
繼2013年世青盃後，皮恩在2013年7月首度獲澳洲國家隊徵召在南韓的東亞盃決賽週，可是他與墨爾本勝利的隊友尼敦高爾在比賽中途離開國家隊，回歸墨爾本勝利，準備對英超球會利物浦友誼賽，儘管如此，皮恩還是在決賽週最後一場比賽，對中國國家隊時，在下半場後備入替，可是最終澳洲以3–4落敗。

## 榮譽
墨爾本勝利
- 澳洲職業聯賽常規賽冠軍（2014–15）
- 澳洲職業聯賽季後賽冠軍（2014–15）
- 澳洲足總盃冠軍（2015）

## 外部連結
- Connor Thomas Pain （页面存档备份，存于）